# Budzanów (gmina)
Gmina Budzanów – dawna gmina wiejska funkcjonująca w latach 1941–1944 pod okupacją niemiecką w Polsce. Siedzibą gminy był pozbawiony praw miejskich Budzanów.
Gmina Budzanów została utworzona przez władze hitlerowskie z terenów okupowanych przez ZSRR w latach 1939–1941, stanowiących przed wojną główną część zniesionej gminy Janów oraz zniesione miasto Budzanów w powiecie trembowelskim w woj. tarnopolskiem.
Gmina weszła w skład powiatu tarnopolskiego (Kreishauptmannschaft Tarnopol), należącego do dystryktu Galicja w Generalnym Gubernatorstwie. W skład gminy wchodziły miejscowości: Budzanów, Dołhe, Janów, Młyniska, Papiernia, Słobódka Janowska i Zniesienie.
Po wojnie obszar gminy wszedł w struktury administracyjne ZSRR.